# Audit urbain
L’Audit urbain est le fruit des efforts conjoints d'Eurostat, Office statistique des Communautés européennes et de la Direction générale de la politique régionale en vue de fournir des informations plus comparables sur un certain nombre de zones urbaines sélectionnées dans les États membres de l'UE, ainsi qu’en Bulgarie et en Roumanie.
Depuis [Quand ?], l'Audit urbain réunit des informations sur la qualité de vie dans 258 villes de l’Union européenne. Les variables collectées portent sur la démographie, le logement, la santé, le marché du travail, l’économie, l’éducation, l’environnement, les transports, la culture et les loisirs.
Parmi les 258 villes observées, 20 comptaient une population de plus d'un million d’habitants en 2016.
L'audit urbain a également défini des zones urbaines élargies qui permettent de meilleures comparaisons internationales.

## Tableau
| Ville                   | pays               | population 2016 |
| ----------------------- | ------------------ | --------------- |
| Grand Londres           | Royaume-Uni        | 8 730 803       |
| Paris + petite couronne | France             | 6 778 406       |
| Berlin                  | Allemagne          | 3 520 031       |
| Madrid                  | Espagne            | 2 957 058       |
| Bucarest                | Roumanie           | 2 864 731       |
| Rome                    | Italie             | 2 546 804       |
| Hambourg                | Allemagne          | 1 787 408       |
| Vienne                  | Autriche           | 1 766 746       |
| Budapest                | Hongrie            | 1 757 618       |
| Varsovie                | Pologne            | 1 735 442       |
| Barcelone               | Espagne            | 1 608 746       |
| Munich                  | Allemagne          | 1 450 381       |
| Lyon                    | France             | 1 351 078       |
| Milan                   | Italie             | 1 345 851       |
| Prague                  | République tchèque | 1 267 449       |
| Sofia                   | Bulgarie           | 1 231 981       |
| Bruxelles               | Belgique           | 1 196 831       |
| Lille                   | France             | 1 133 920       |
| Birmingham              | Royaume-Uni        | 1 117 938       |
| Cologne                 | Allemagne          | 1 060 582       |
| Marseille               | France             | 1 044 116       |